# Edizioni musicali Radio Record Ricordi
Le edizioni musicali Radio Record Ricordi sono state una casa editrice musicale italiana, una delle più importanti nella storia della musica leggera italiana.
A volte viene indicata con la denominazione abbreviata "R.R.R."

## Storia delle edizioni musicali Radio Record Ricordi
Nel 1948 la Ricordi, attiva nel mondo editoriale della musica classica dal 1808, decise di entrare nel campo della musica leggera, fondando le edizioni musicali Radio Record Ricordi, con sede a Milano; alla direzione venne chiamato un impiegato dell'azienda, Mariano Rapetti.
A partire dall'anno successivo l'azienda si dotò di un periodico mensile, Rassegna musicale della Radio Record Ricordi che, diffuso tra i musicisti e i direttori d'orchestra, contribuì a diffondere il repertorio editoriale.
La casa editrice partecipò sin dalla prima edizione (con Sotto il mandorlo, cantata dal Duo Fasano) al Festival di Sanremo; il successo maggiore a questa manifestazione lo ottenne nell'edizione del 1953 con Vecchio scarpone.
Tra gli autori che lavorarono con la R.R.R. ricordiamo Nino Ravasini, Carlo Donida, Pinchi, Cosimo Di Ceglie, Gian Carlo Testoni e lo stesso Rapetti (che usò lo pseudonimo Calibi).
Nel 1958 nacque, grazie all'iniziativa di Nanni Ricordi, la casa discografica Dischi Ricordi, che contribuì quindi a lanciare le canzoni che facevano parte del repertorio editoriale.
Rapetti abbandonò la direzione nel 1969 per fondare, insieme al figlio Giulio, Alessandro Colombini, Franco Daldello e Lucio Battisti, l'etichetta discografica Numero Uno.
Le edizioni musicali hanno continuato l'attività nei due decenni successivi, per poi confluire nel gruppo BMG Ricordi.

## Le principali canzoni pubblicate dalla Radio Record Ricordi
| Anno | Titolo                     | Autori del testo                   | Autori della musica   | Principali esecutori                      |
| ---- | -------------------------- | ---------------------------------- | --------------------- | ----------------------------------------- |
| 1949 | Alle terme di Caracalla    | Pinchi                             | Nino Ravasini         | Clara Jaione, Natalino Otto               |
| 1949 | La luna è un'invenzione    | Gian Carlo Testoni                 | Sandro Taccani        | Natalino Otto, Clara Jaione, Enzo Amadori |
| 1949 | T'aspetto a Mergellina     | Umberto Bertini                    | Alfredo Gurrieri      | Nilla Pizzi                               |
| 1949 | Non mandarmi a nanna       | Pinchi                             | Cosimo Di Ceglie      | Natalino Otto                             |
| 1950 | Fontana silenziosa         | Umberto Bertini                    | Alfredo Gurrieri      | Ariodante Dalla                           |
| 1951 | Sotto il mandorlo          | Gian Carlo Testoni e Mario Panzeri | Carlo Donida          | Duo Fasano                                |
| 1953 | Vecchio scarpone           | Calibi e Pinchi                    | Carlo Donida          | Gino Latilla, Giorgio Consolini           |
| 1953 | Fiori di campo             | Enzo Bonagura                      | Carlo Savina          | Natalino Otto                             |
| 1954 | Canzone da due soldi       | Pinchi                             | Carlo Donida          | Katyna Ranieri                            |
| 1959 | 24 ore                     | Giorgio Calabrese                  | Gian Franco Reverberi | I Due Corsari                             |
| 1960 | I miei giorni perduti      | Serafino Di Tomaso                 | Gian Franco Reverberi | Luigi Tenco                               |
| 1960 | Il nostro concerto         | Giorgio Calabrese                  | Umberto Bindi         | Umberto Bindi                             |
| 1960 | Briciole di baci           | Mogol                              | Carlo Donida          | Mina                                      |
| 1960 | Passaggio a livello        | Enzo Jannacci                      | Enzo Jannacci         | Enzo Jannacci, Luigi Tenco                |
| 1961 | Le mantellate              | Giorgio Strehler                   | Fiorenzo Carpi        | Ornella Vanoni                            |
| 1961 | L'ombrello di mio fratello | Enzo Jannacci                      | Enzo Jannacci         | Enzo Jannacci                             |
| 1961 | Uno dei tanti              | Mogol                              | Carlo Donida          | Joe Sentieri                              |
| 1961 | Quei capelli spettinati    | Calibi                             | Giorgio Gaber         | Giorgio Gaber                             |
| 1962 | Come le altre              | Calibi e Pinchi                    | Boris Vian            | Luigi Tenco                               |
| 1967 | Se stasera sono qui        | Mogol                              | Luigi Tenco           | Wilma Goich, Luigi Tenco                  |